# エンキ・ビラル
エンキ・ビラル （Enki Bilal、1951年10月7日 - ）はバンド・デシネ作家（漫画家）および映画監督。

## 経歴
ボスニア人の父親とチェコ人の母親のもと、セルビア（旧ユーゴスラビア）のベオグラードで生まれる。1961年、9歳の時に家族でフランス・パリに移住。14歳の時にルネ・ゴシニと出会い、その励ましによって自らの才能を漫画に見出す。1971年に、当時の有名コミック雑誌『ピロット』(Pilote)のコンテストに応募し、受賞。翌年に処女作『呪われたバル』(Le Bal Maudit)を発表し、バンド・デシネ作家としてのデビューを果たした。その後、原作者のピエール・クリスタンとともにいくつかのSF作品を発表する。1979年に発表した『黒の旅団』で、彼はバンド・デシネ作家としての地位を確固たるものにするが、このころからは、本格的に政治をテーマに扱った作品を世に送り出すようになった。そして1980年から12年にわたって発表したSF作品「ニコポル三部作」が世界的な人気を博し、第3巻『冷たい赤道』が文芸誌『リール』(Lire)の1993年度最優秀書籍に選ばれ、多くの読者から高い評価を受けた。以後、映画にも活動の幅を広げ、1989年には最初の映画作品『バンカー・パレス・ホテル』を発表。映像作家としてもその手腕をいかんなく発揮している。2012年には、ルーヴル美術館と漫画出版社・フュチュロポリスの共同出版プロジェクトの一環として『ルーヴルの亡霊たち』を発表した。

## 作品

### シリーズ
- 今日の伝説(Légendes d'Aujourd'hui、ピエール・クリスタン作、1975年 - 1977年、3巻)
  1. 亡き者たちの航海(La Croisière des Oubliés、1975年)
  2. 石の船(Le Vaisseau de Pierre、1976年)
  3. 存在しない町(La Ville qui n'Existait Pas、1977年)
- ニコポル三部作(1980年 - 1992年、3巻)
  1. 不死なる者の祭典(La Foire aux Immortel、1980年)
  2. 罠の女(La Femme Piege、1986年)
  3. 冷たい赤道(Froid Équateur、1992年)
- アッツフェルド四部作(1998年 - 2007年、4巻)
  1. 怪物の眠り(Le Sommeil du Monstre、1998年)
  2. 12月32日(32 Décembre、2003年)
  3. パリのランデヴー(Rendez-Vous à Paris、2006年)
  4. 4人?(Quatre?、2007年)

### 単巻
- ロサンゼルス ローリー・ブルームの失われた星(Los Angeles - L'Étoile Oubliée de Laurie Bloom、ピエール・クリスタン作、1974年)
- 星の叫び(L'Appel des Étoiles、1975年)
- 外宇宙の記憶(Mémoires d'Outre-Espace, Histoires Courtes 1974-1977、1978年)
- 抹殺者17号(Exterminateur 17、ジャン＝ピエール・ディオネ作、1979年)
- 黒の旅団(Les Phalanges d'Ordre Noir、ピエール・クリスタン作、1979年)
- 宇宙の十字(Crux Universalis、1982年)
- 狩猟会(Partie de Chasse、ピエール・クリスタン作、1983年)
- オフサイド(Hors Jeu、パトリック・コーヴァン作、1987年)
- 血まみれの心臓とその他の事実(Coeurs Sanglants et Autre Faits Divers、ピエール・クリスタン作、1988年)
- 別時間の記憶(Memoires d'Autre Temps, Histoires Courtes 1971-1981、1996年)
- アニマルズ(Animal'z、2009年)
- ジュリアとロエム(Julia & Roem、2011年)
- ルーヴルの亡霊たち(Les Fantômes du Louvre、2012年)  ※ルーヴル美術館とフュチュロポリス社の共同出版
- 大気の色(La Couleur de l'Air、2014年)

### 挿絵
- 石棺(Le Sarcophage、ピエール・クリスタン作、2000年)

### その他
- 青い血(Bleu Sang、1994年) 　※画集
- EnkiBilalAnDeuxMilleUn(1996年) 　※画集
- Tykho Moon - Livre d'un Film(1996年)　※ビラル自身が監督した映画「ティコ・ムーン」のメイキング画像などを収録した本
- 愛の世紀(Un Siècle d'Amour、1999年)  ※画集
- マグマ(Magma、2000年)  ※画集

## 監督した映画作品
- バンカー・パレス・ホテル  Bunker Palace Hôtel （1989年）
- ティコ・ムーン  Tykho Moon （1997年）
- ゴッド・ディーバ  Immortel (ad vitam) （2004年） - 「ニコポル三部作」のうち『不死なる者の祭典』『罠の女』を原作としている。

## 日本での出版
- 『モンスターの眠り』(大友克洋監修、貴田奈都子訳、1998年 ISBN 4-309-26358-5) ※アッツフェルド四部作『怪物の眠り』の翻訳版。絶版。
- ニコポル三部作(貴田奈津子訳、河出書房新社) ※絶版
  1. 『不死者のカーニバル』(2000年 ISBN 4-309-26402-6)
  2. 『罠の女』(2000年 ISBN 4-309-26403-4)
  3. 『冷たい赤道』(2001年 ISBN 4-309-26404-2)
- 『モンスター [完全版]』(大西愛子訳、飛鳥新社、2011年 ISBN 978-4-86410-126-4) ※アッツフェルド四部作を単行本としてまとめた新訳版。
- 『ルーヴルの亡霊たち』(大西愛子訳、小池寿子監修、小学館集英社プロダクション、2014年 ISBN 978-4-7968-7530-1)